# Stadtwaage (Bremen)

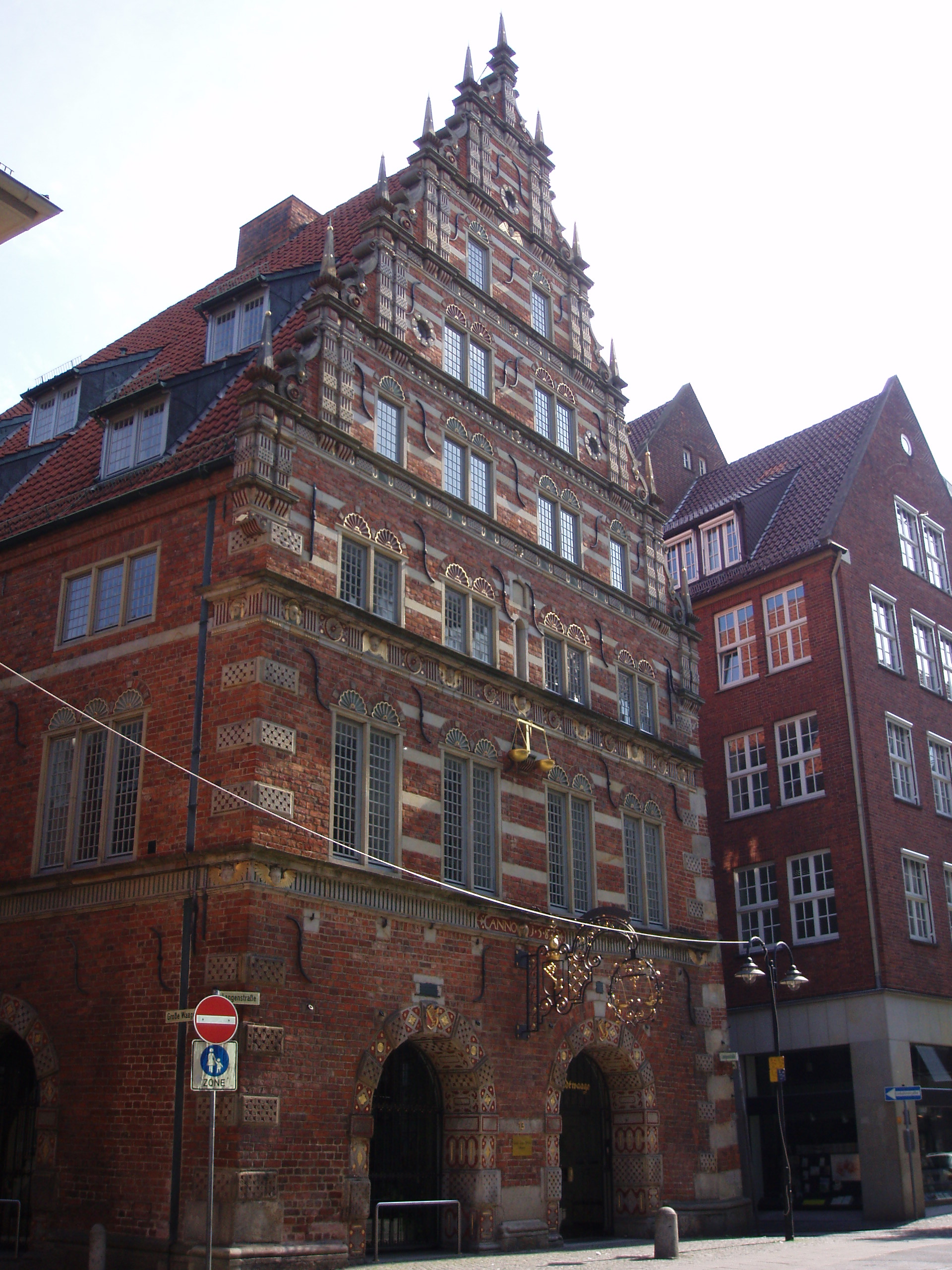
Die Bremer Stadtwaage 2006

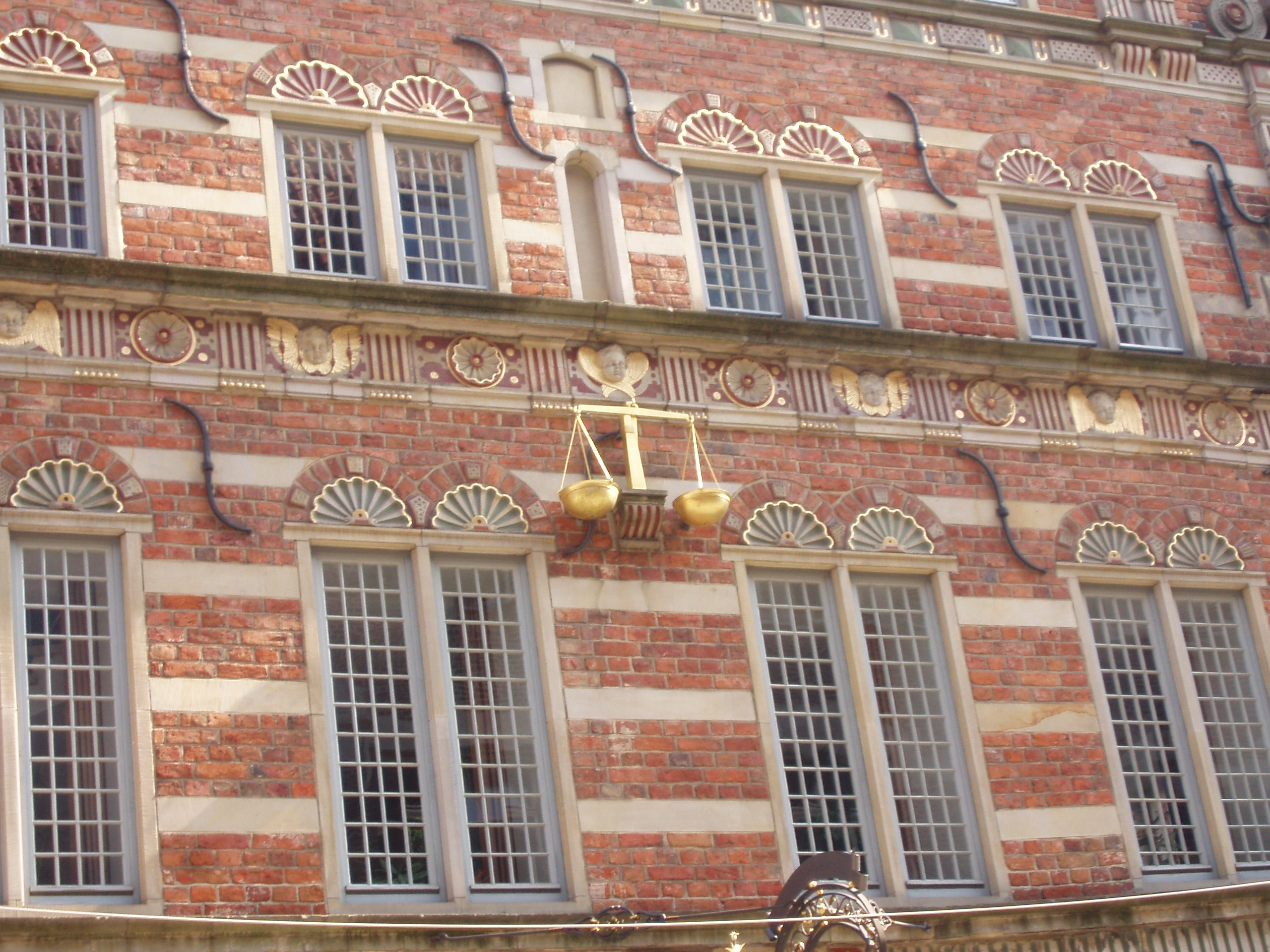
Fassadendetails

Die Stadtwaage in Bremen - Mitte, Langenstraße 13, war einst Standort der städtischen Waage der Stadt.

Die Einrichtung war notwendig, um die Kunden vor Betrügern zu schützen und um Steuern und Abgaben bestimmen zu können. 
Das Gebäude steht seit 1917 unter Bremer Denkmalschutz.

## Geschichte
Erstmals wurde die öffentliche Waage, auf der jeder Händler seine Waren wiegen lassen musste, im Jahr 1330 erwähnt. Spätestens ab 1440 hatte sie ihren Standort in der Langenstraße, die eine der Hauptverkehrsstraßen Bremens war. Zwischen 1586 und 1588 wurde von Lüder von Bentheim ein Neubau an der gleichen Stelle errichtet. Es handelte sich um einen Backsteinbau mit Sandsteinverzierungen im Stil der Weserrenaissance. Auf jedem Absatz des Giebels befanden sich Doppelpilaster, und die Fenster waren mit muschelförmigen Schmuckelementen bekrönt. Über den Fenstern des ersten Stockes war außerdem ein Fries mit Puttenköpfen zu sehen, und an der Front des Gebäudes symbolisierte eine goldfarbene Waage den Verwendungszweck des Hauses. Im Erdgeschoss führten zwei Rundbogentore ebenerdig zur Waage, in den Obergeschossen befanden sich Speicherräume, denn das Haus diente auch als Ratskornspeicher. Bis ins 18. Jahrhundert hinein beherbergte dieser Bau noch die öffentliche Waage, ab 1877 das Steuer- und Katasteramt, das 1925 auszog. Von 1927 bis zur Zerstörung des Bauwerks 1944 hatte die NORAG, der erste bremische Rundfunksender, hier ihren Sitz.

## Zerstörung und Wiederaufbau

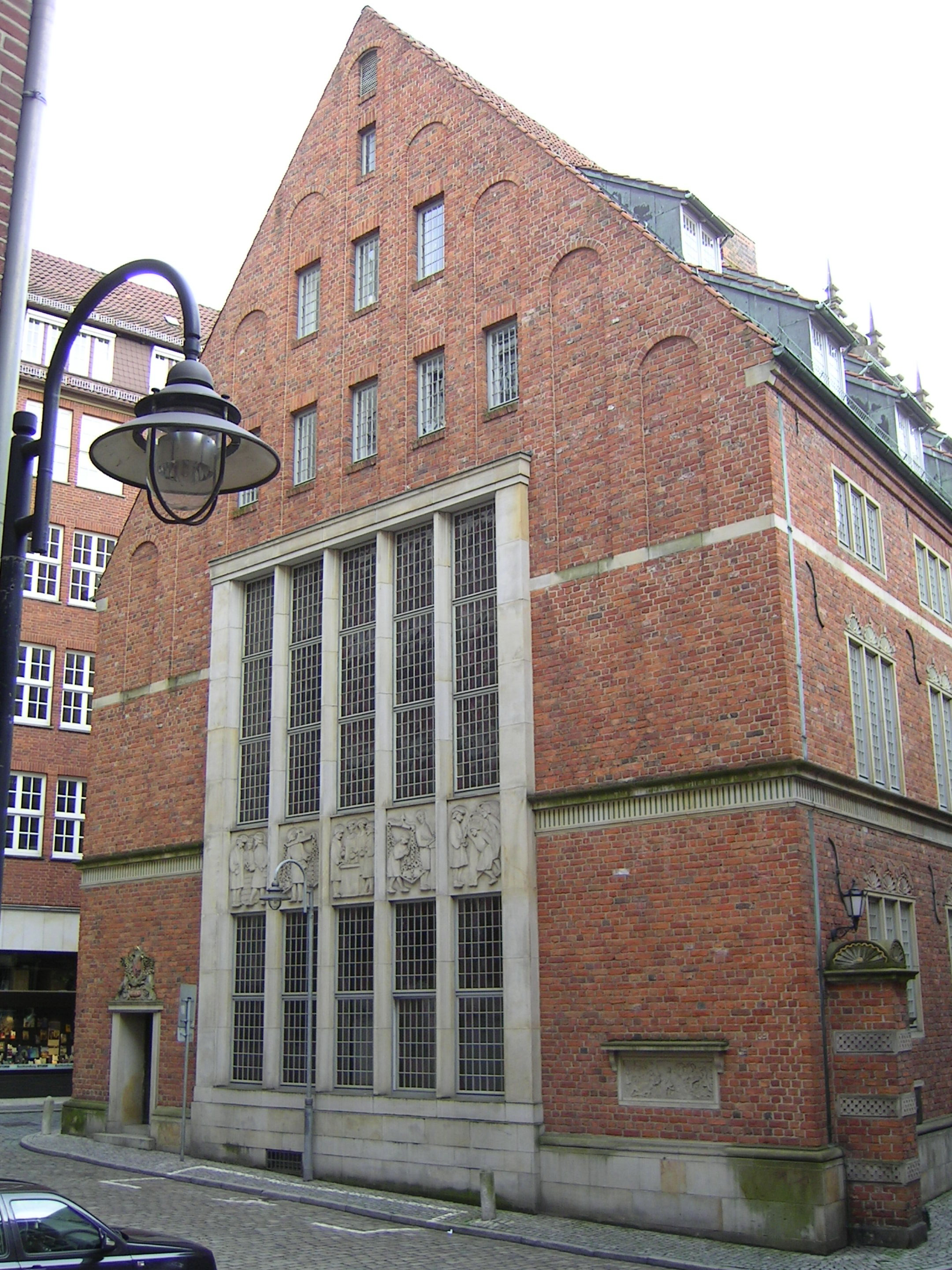
Bei der Rekonstruktion neugeschaffene, stilistisch angepasste Rückseite von Rudolf Stein

Dem Bombardement vom 6. Oktober 1944 fiel das gesamte Gebäude mit Ausnahme der Außenmauern zum Opfer. Zwar wurde gleich nach dem Krieg mit dem Wiederaufbau begonnen und der (Vorder-)Giebel unter weitgehender Wiederverwendung alter Steine in der ursprünglichen Form rekonstruiert. Da über die Gestaltung des Rückgiebels, der als Brandgiebel bislang ungestaltet gewesen war, keine Einigkeit erzielt werden konnte, brach man die Arbeiten 1953 vorläufig ab. Zwar waren Entwürfe von Friedrich Kraemer (Braunschweig), die eine moderne Glas-Stahlbeton-Konstruktion vorsahen, bei zwei Wettbewerben jeweils mit dem 1. Preis ausgezeichnet worden, jedoch fanden diese keine politische Zustimmung. 1958 lehnte die Bremische Bürgerschaft zunächst den weiteren Wiederaufbau ab. Dann jedoch unterstützte die Sparkasse Bremen die Wiederaufbaupläne, indem sie ihr vom Abriss bedrohtes Grundstück an der Domsheide mit dem der Stadtwaage tauschte und so als Eigentümerin über die Zukunft des Gebäudes mitbestimmen konnte. Somit konnte sich für den Rückgiebel der historisierende Entwurf mit neospätromanischen und neogotischen Elementen des damaligen Baudenkmalpflegers Rudolf Stein durchsetzen. Über dem Rückportal fügte er ein Bremer Staatswappen von 1615 sowie auf der anderen (rechten) Seite der Rückfront ein Samson und Dalila darstellendes Relief ein, dessen Original aus der Zeit um 1600 stammte. Den Wettbewerb für fünf weitere Reliefs unterhalb des Rückgiebels gewann die Bildhauerin Ingeborg Ahner-Siese. Ihr Mann Ludwig Ahner führte diese Arbeiten aus. Im April 1961 erfolgte die Einweihung des Gebäudes.
Das Gebäude enthält heute (2018) als Kulturhaus Stadtwaage der Sparkasse Bremen einen Veranstaltungssaal und ist Sitz der Deutschen Kammerphilharmonie Bremen und des Kaufmannvereins Union von 1801.
Die Gebäude Langenstraße 11/Buchhandlung Storm, Bank für Handel und Gewerbe, Haus Langenstraße 16, Bankhaus Martens und Weyhausen/Essighaus, Stadtwaage mit Wappen, Reliefs und Brunnen sowie das Kontorhaus am Markt bilden das denkmalgeschützte Ensemble an der Langenstraße (Nr. 2 bis 16, 18, 25).